# Kasenetz-Katz Singing Orchestral Circus
Der Kasenetz-Katz Singing Orchestral Circus war ein Projekt der Musikproduzenten Jerry Kasenetz und Jeff Katz, das 1968 zunächst für ein einmaliges Konzert zusammengestellt wurde. Aufgrund des großen Erfolges wurden anschließend auch Schallplatten unter diesen Namen produziert.
Jerry Kasenetz und Jeff Katz gelten als „Erfinder“ des Bubblegum, einer fröhlichen Unterart der Popmusik, die sich durch einfache Rhythmen, banale Texte und simple, aber eingängige Melodien auszeichnet. Die beiden waren als Produzenten verantwortlich für Hits und Millionenseller wie „Simple Simon Says“ (1910 Fruitgum Company) oder "Yummy Yummy" (Ohio Express). Diese Gruppen waren in erster Linie Studiogruppen mit Studiosängern. Hatte der Song aber Erfolg, musste auf die Schnelle eine Band für Tourneen zusammengestellt werden.
1968 wurden von Kasenetz und Katz alle Bands, mit denen sie ihren Bubblegum-Sound produzierten, für ein großes Konzert verpflichtet. Dies fand in der Carnegie Hall in New York City mit 64 Mitgliedern aller Bands unter dem Namen Kasenetz-Katz Singing Orchestral Circus statt. Neben Musikern von 1910 Fruitgum Company und Ohio-Express waren noch The Music Explosion, Lieutenant’s Garcia’s Magic Music Box, JCW Rat Finks, 1969 Musical Marching Zoo, St. Louis Invisible Band und Teri Nelson Group beteiligt.
Die Single „Quick Joey Small“ erreichte anschließend Platz 25 der US-Charts, in Großbritannien sogar Platz 19.     